# Старий Сундир
Старий Сунди́р (рос. Старый Сундырь, чув. Кĕтнеçи Сĕнтĕр) — присілок у складі Комсомольського району Чувашії, Росія. Входить до складу Александровського сільського поселення.
Населення — 352 особи (2010; 400 у 2002).
Національний склад:
- чуваші — 98 %